# Quần đảo Pitcairn
Quần đảo Pitcairn (/ˈpɪtkɛərn/; tiếng Pitkern: Pitkern Ailen), tên gọi chính thức: Pitcairn, Henderson, Ducie và Oeno, là một nhóm gồm bốn hòn đảo núi lửa ở phía Nam Thái Bình Dương tạo thành Lãnh thổ hải ngoại duy nhất của Anh ở Thái Bình Dương. Bốn hòn đảo—Pitcairn, Henderson, Ducie và Oeno—nằm rải rác trên vài trăm dặm đại dương và có tổng diện tích đất khoảng 18 dặm vuông (47 km2). Đảo Henderson chiếm 86% diện tích đất nhưng chỉ có đảo Pitcairn là có người sinh sống. Các hòn đảo gần Quần đảo Pitcairn nhất là Mangareva (thuộc Polynesia thuộc Pháp) cách 688 km về phía Tây và Đảo Phục Sinh cách 1.929 km về phía Đông.
Người dân đảo Pitcairn là một nhóm dân tộc hai chủng tộc chủ yếu có nguồn gốc từ 9 kẻ nổi loạn trên tàu Bounty và một số phối ngẫu người Tahiti — có thể thấy rõ ràng qua họ của nhiều người dân trên đảo. Cuộc nổi loạn và hậu quả của nó đã là chủ đề của nhiều cuốn sách và bộ phim. Tính đến tháng 1 năm 2020, lãnh thổ này chỉ có 47 cư dân thường trú.
Pitcairn là vùng lãnh thổ có chính quyền ít dân nhất thế giới (mặc dù nó không phải là quốc gia độc lập). Ủy ban Liên Hợp Quốc về Phi thuộc địa hóa liệt Quần đảo Pitcairn vào Danh sách các Vùng lãnh thổ không có chính quyền tự trị của Liên Hợp Quốc.
Từ những năm 50 của thế kỷ XX, đã xuất hiện nhiều cáo buộc về việc đàn ông trên đảo lạm dụng tình dục các bé gái, chính phủ Anh đã cử cảnh sát đến để điều tra và thực hiện nhiều phiên toà xét xử và kết án. Phiên toà xét xử vụ tấn công tình dục ở Quần đảo Pitcairn năm 2004 nổi tiếng thế giới, 1/3 số đàn ông và 1/2 nam giới trưởng thành ở lãnh thổ đã bị mang ra xét xử, trong đó có cả Steve Christian, thị trưởng đương nhiệm của Pitcairn.

## Lịch sử

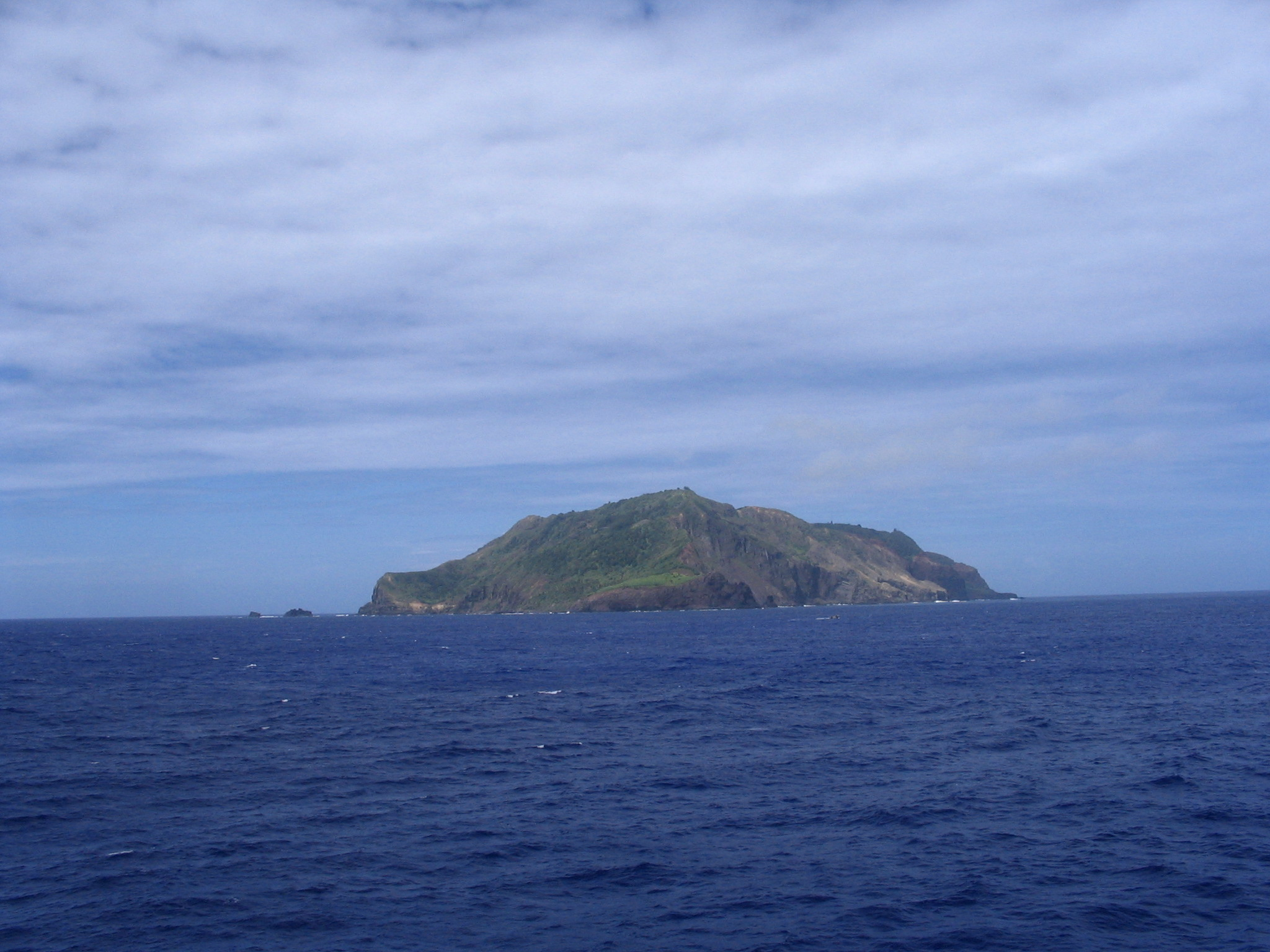
Phía Tây của Quần đảo Pitcairn

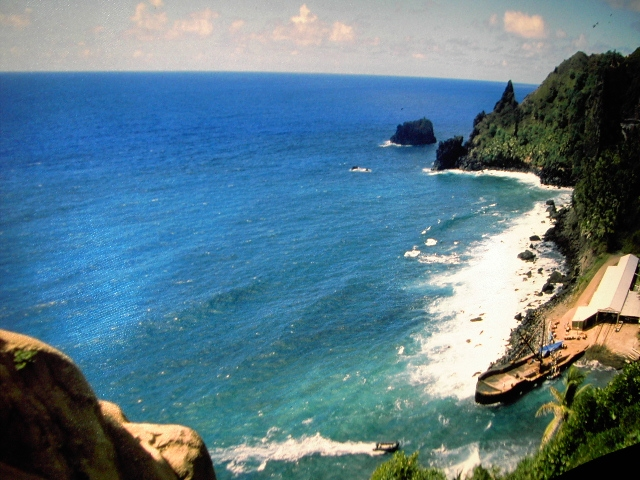
Cập bờ Đảo Pitcairn

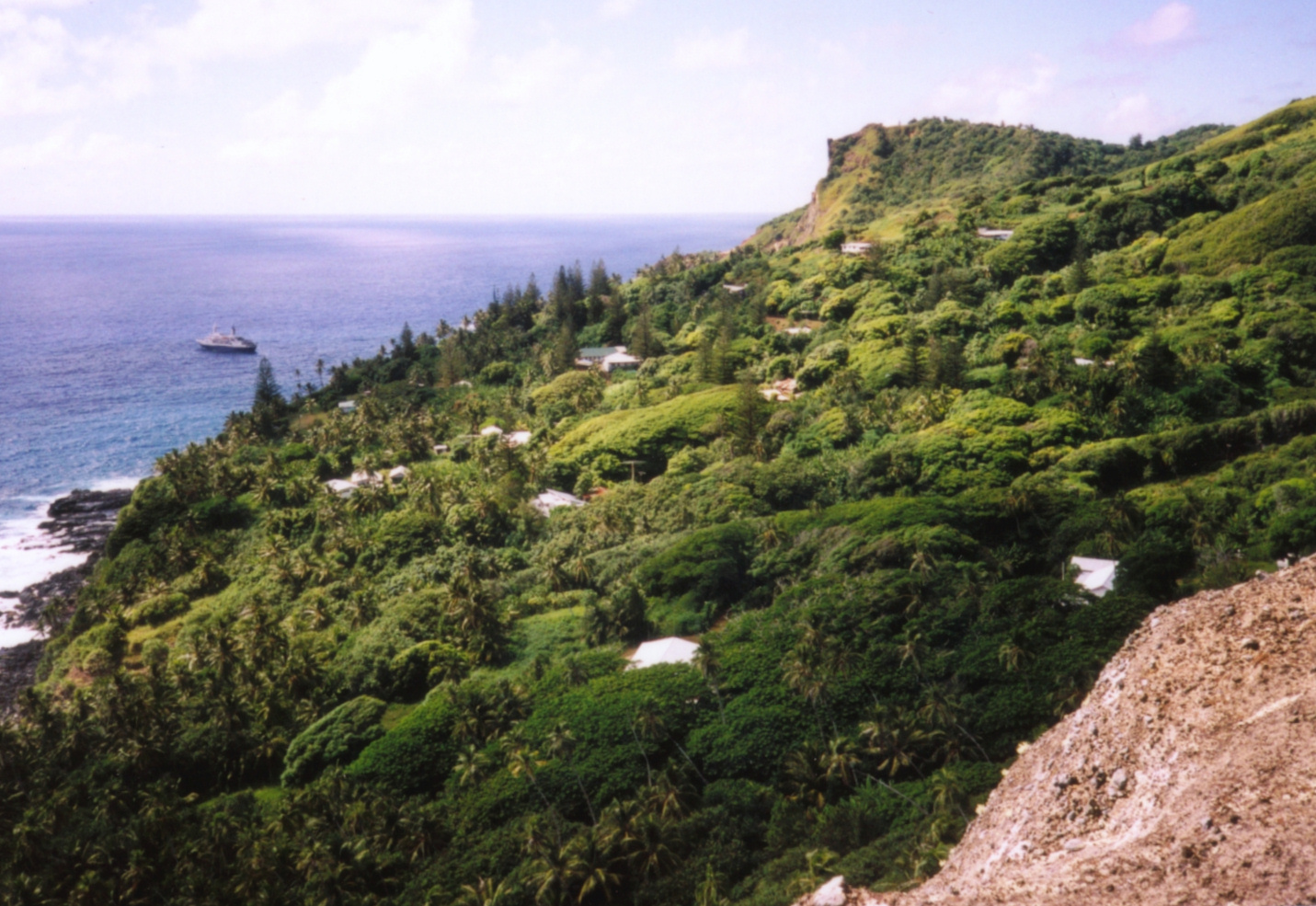
Adamstown, khu định cư duy nhất trên Quần đảo

### Người châu Âu phát hiện ra đảo

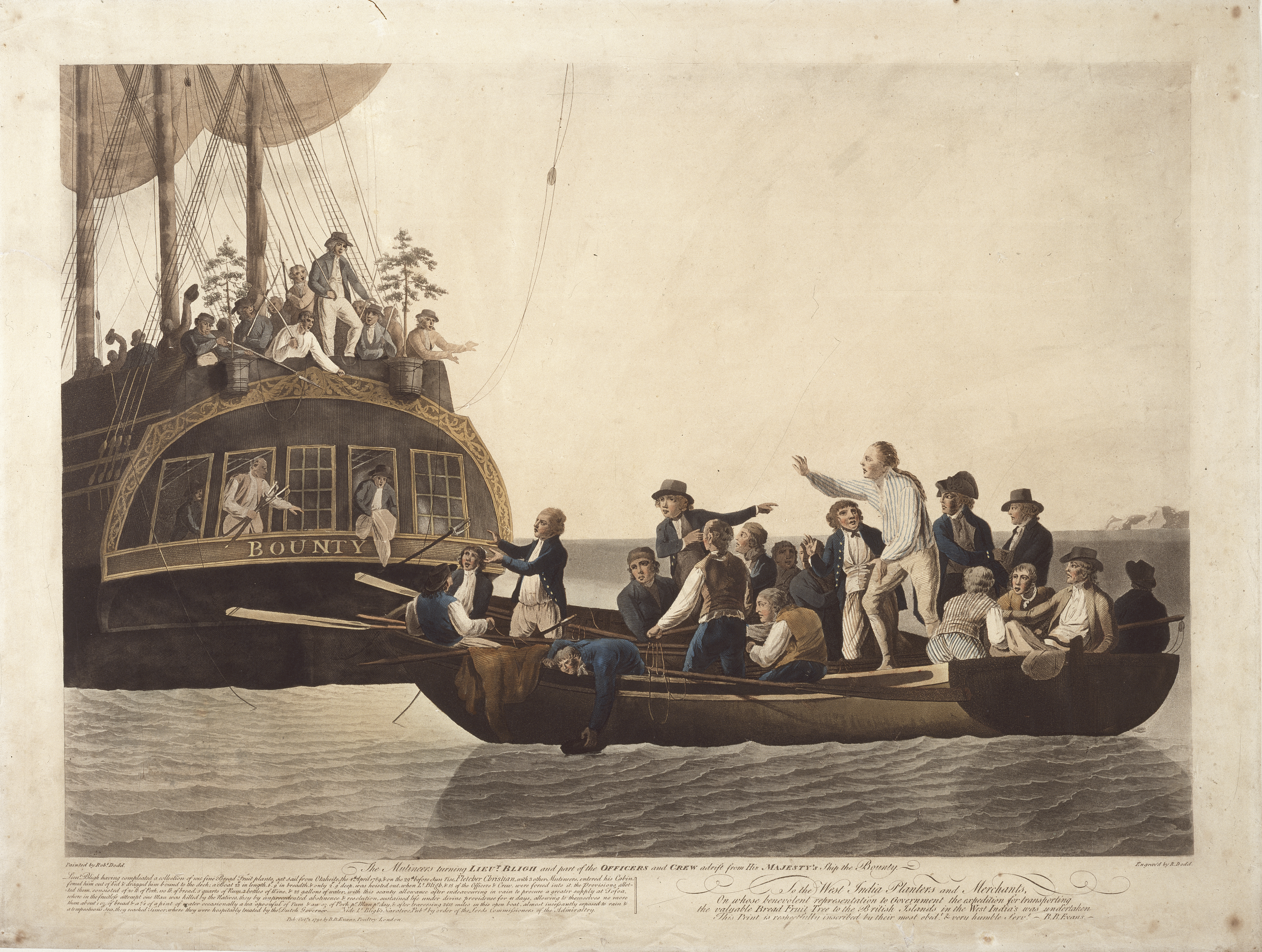
Những kẻ nổi loạn đã đuổi Bligh cùng một số sĩ quan và thủy thủ đoàn rời khỏi HMS Bounty vào ngày 29 tháng 4 năm 1789.

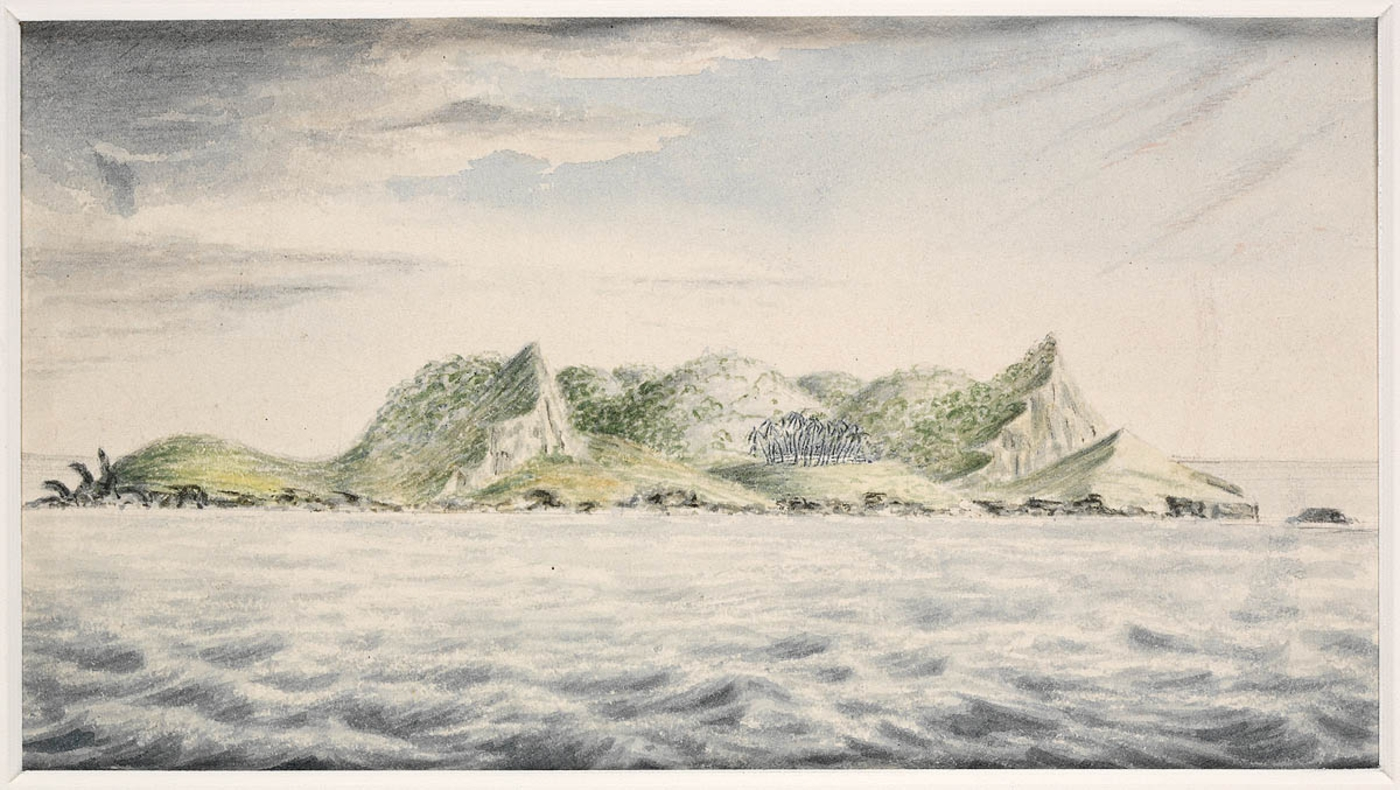
Quang cảnh đảo Pitcairn, Biển Nam, 1814, J. Shillibeer

### Trở thành thuộc địa của Anh

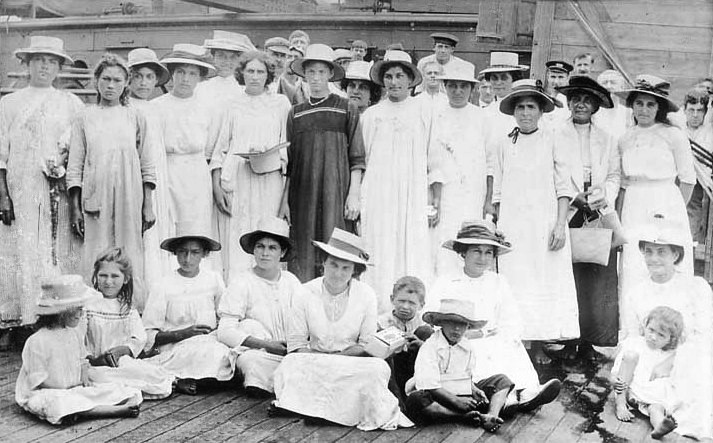
Cư dân đảo Pitcairn, 1916

## Địa lý

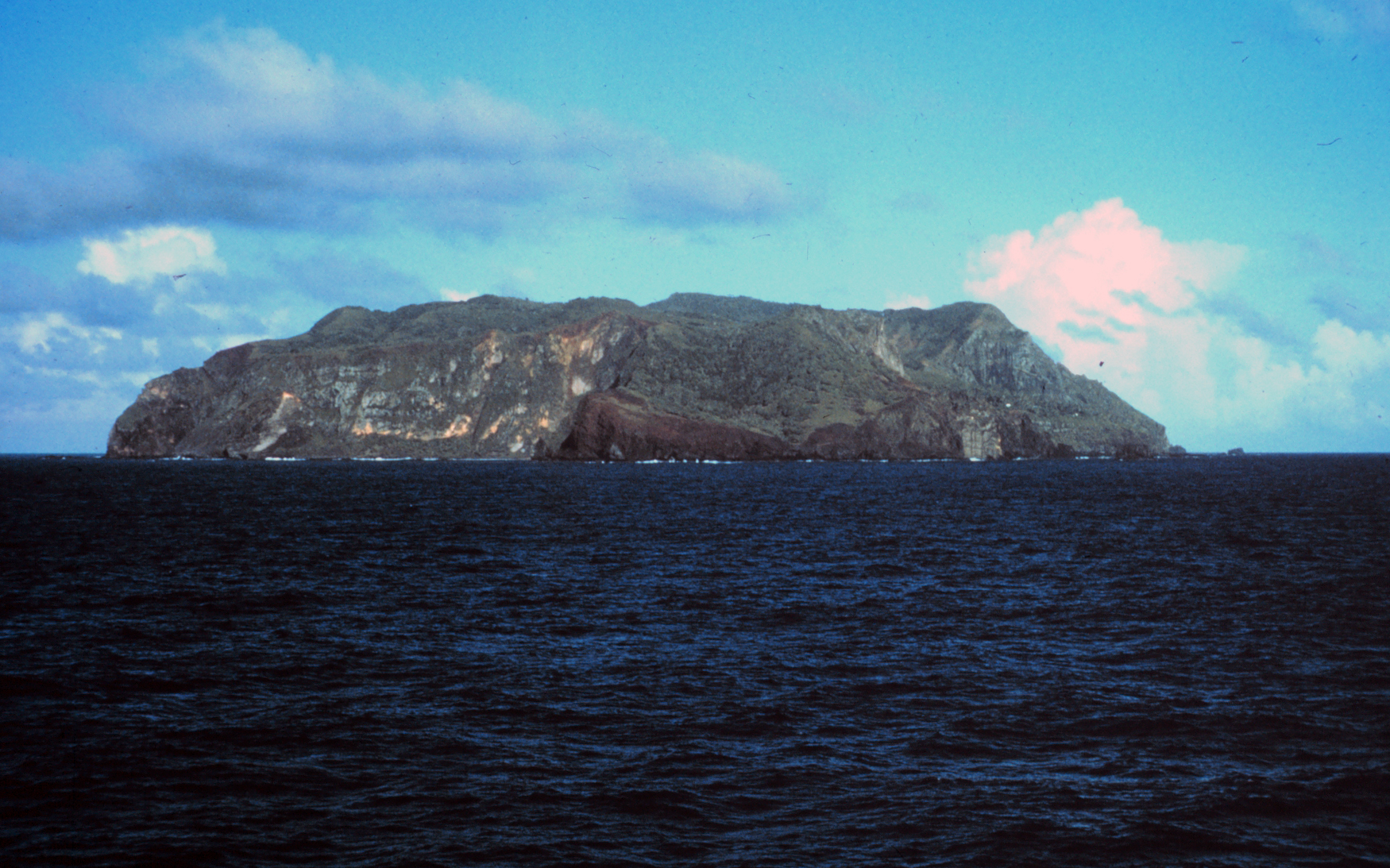
Góc nhìn từ phía đông đảo Pitcairn
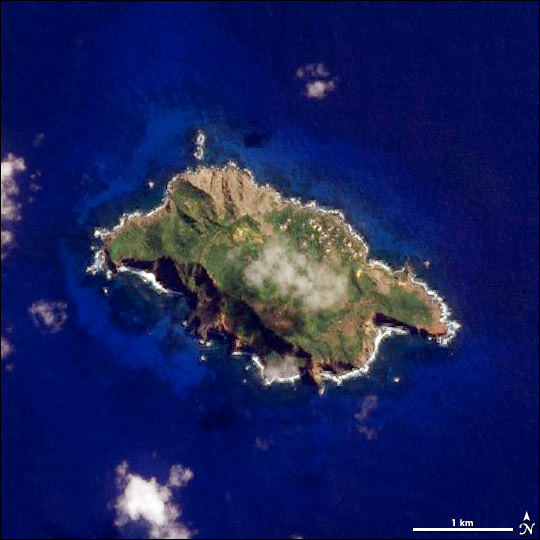
Ảnh vệ tinh đảo Pitcairn
Bản đồ đảo Pitcairn
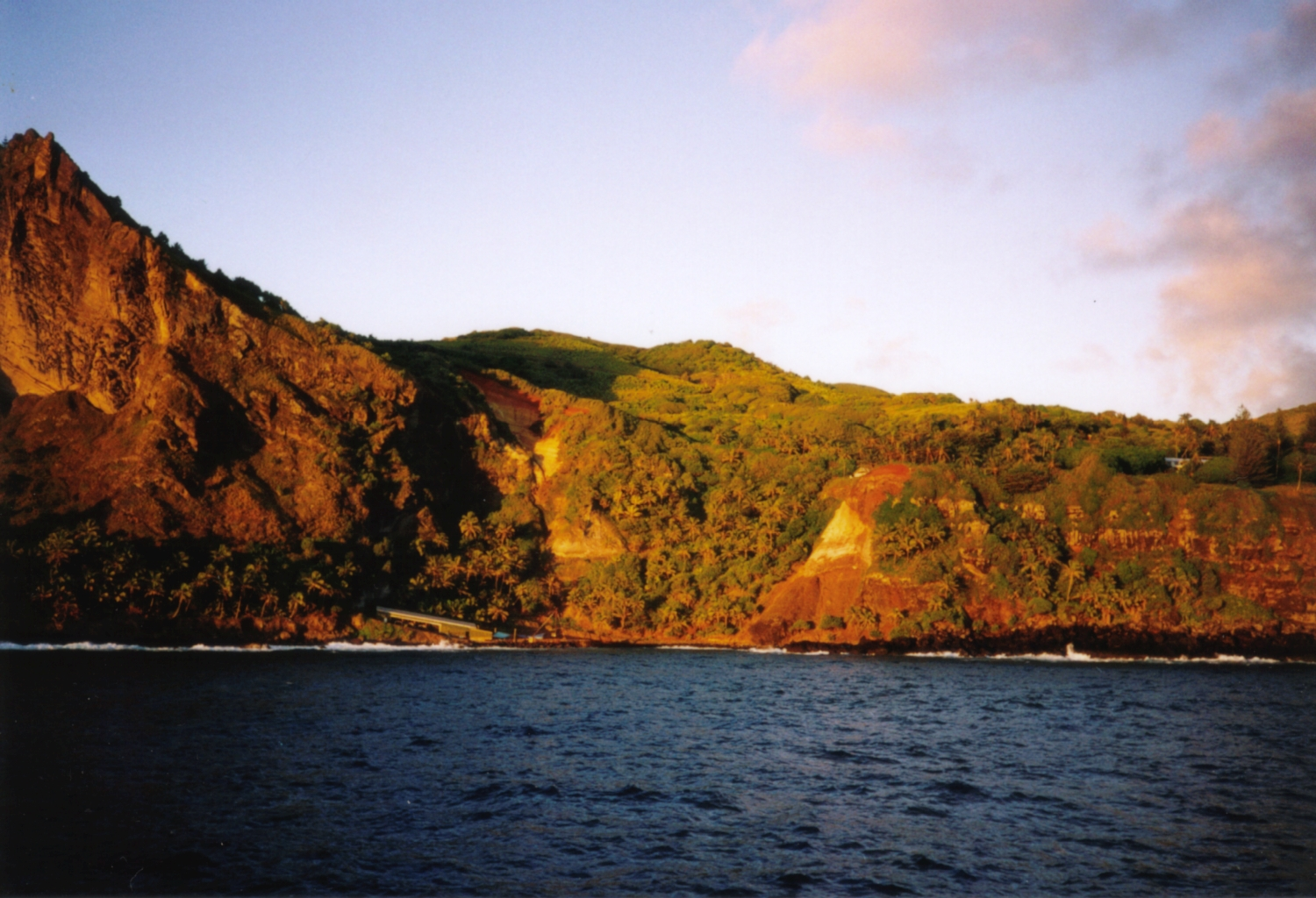
Góc nhìn từ vịnh Bounty

## Chính trị

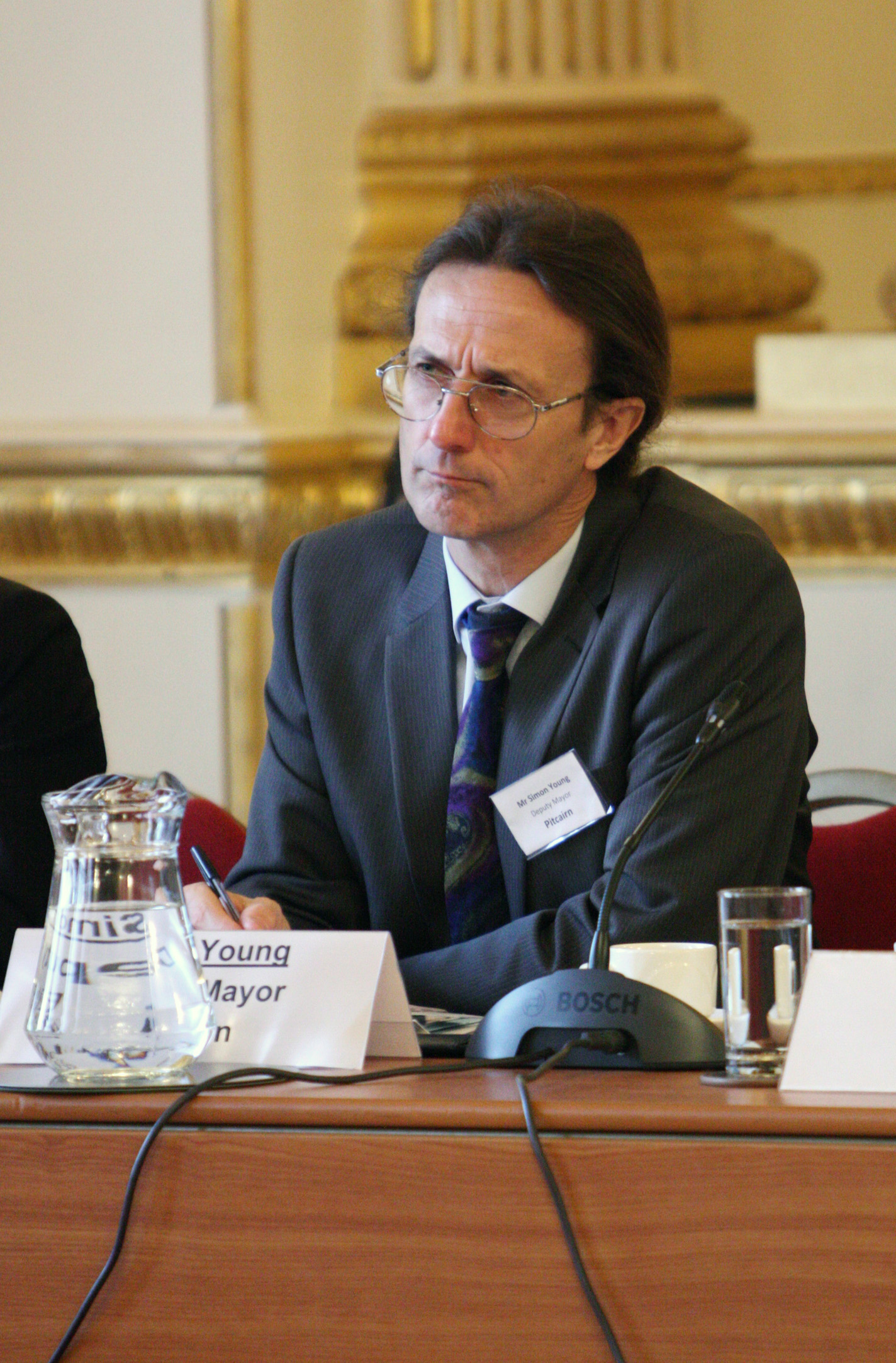
Simon Young, Thị trưởng Quần đảo Pitcairn đương nhiệm

### Tôn giáo tín ngưỡng

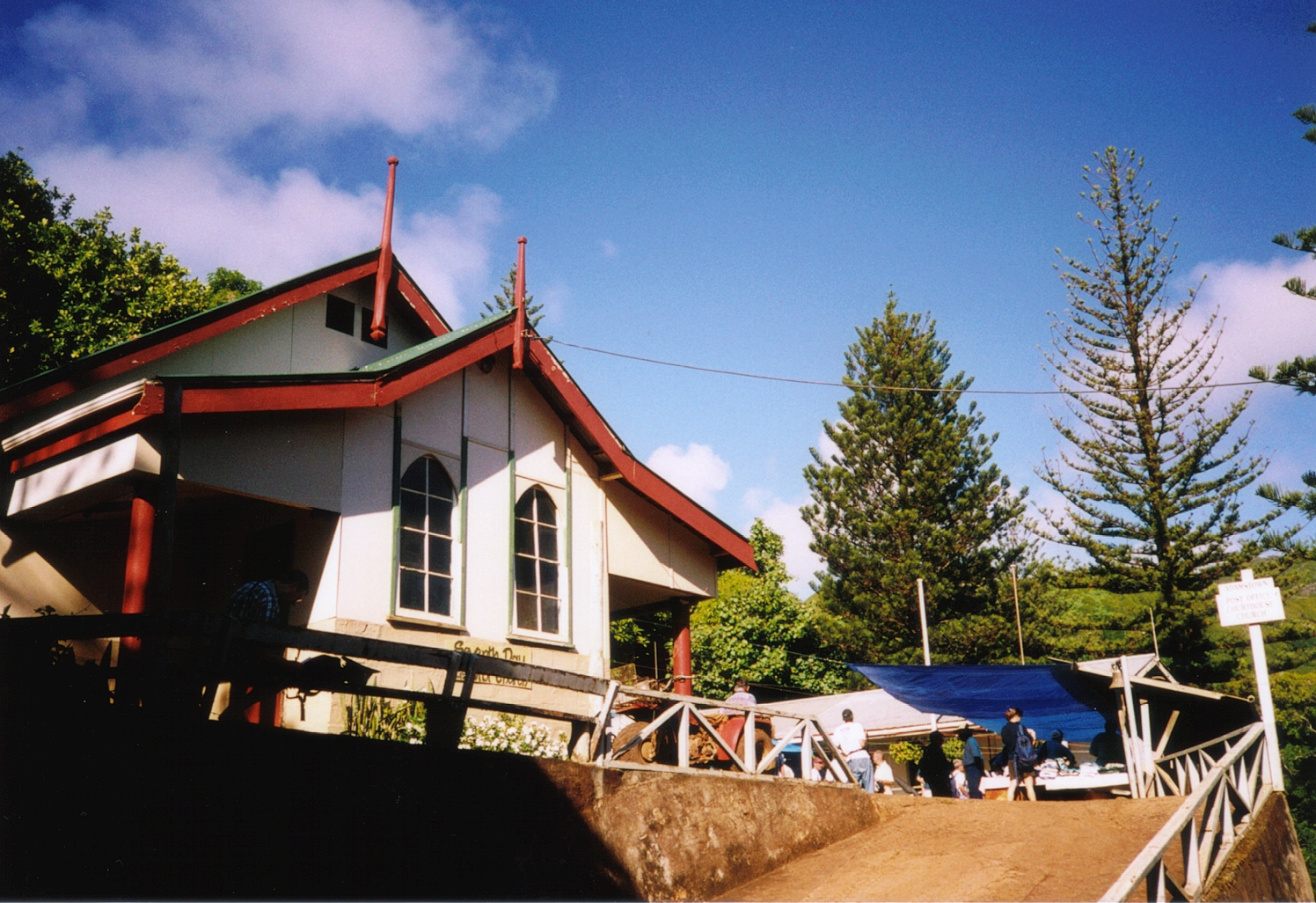
Nhà thờ Adamstown

## Giáo dục

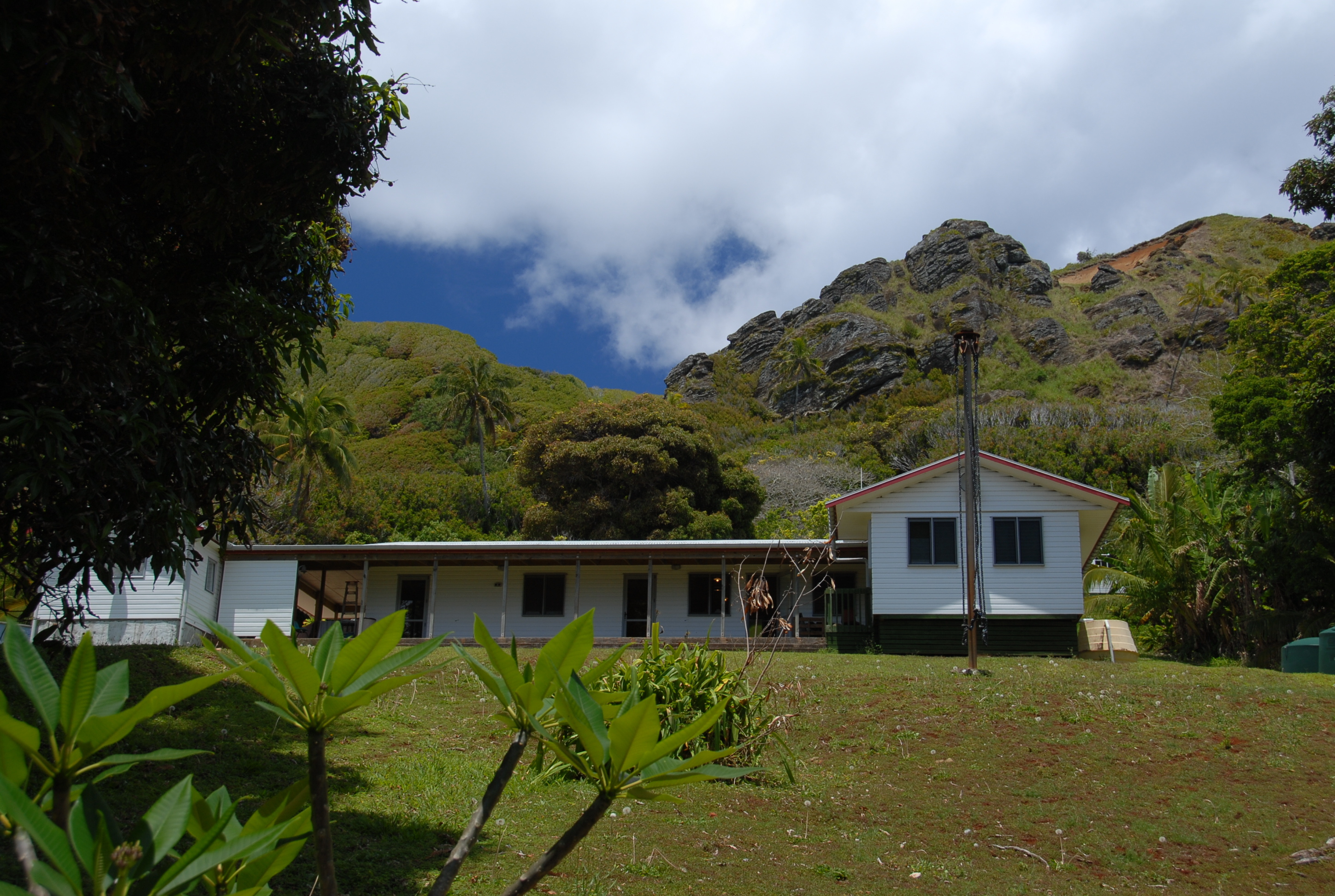
Palau School là ngôi trường duy nhất của Quần đảo Pitcairn